# كريستيان فلوريس
كريستيان فلوريس (بالإسبانية: Cristian Flores)‏ (30 أبريل 1988 بغوادالاخارا في المكسيك - ) هو لاعب كرة قدم مكسيكي في مركز حراسة المرمى. لعب مع نادي تشياباس.

## وصلات خارجية
- كريستيان فلوريس على موقع الاتحاد الدولي (مؤرشف)  (الإنجليزية)
- كريستيان فلوريس على موقع قاعدة بيانات كرة القدم.إي يو (الإنجليزية)
- كريستيان فلوريس على موقع قاعدة بيانات كرة القدم.إي يو (الإنجليزية)